# Guido Maria Conforti

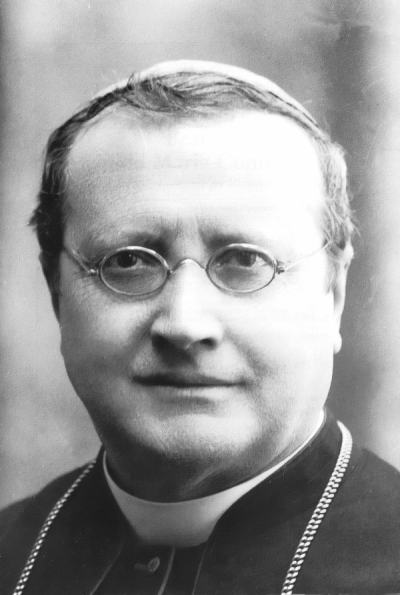
Heiliger Guido Maria Conforti (Erzbischof und Ordensgründer der Xaverianer)

Guido Maria Conforti SX (* 30. März 1865 in Casalora di Ravades bei Parma (Italien); † 5. November 1931 in Parma) war ein römisch-katholischer Bischof in Italien und Ordensgründer der Xaverianer-Missionare. Er wurde 1996 selig- und 2011 heiliggesprochen.

## Leben
Guido war das achte von zehn Kindern des Ehepaares Rinaldo Conforti und Antonia geborene Adorni, sein Vater war ein wohlhabender Landwirt. Zwischen 1872 und 1876 besuchte er die Grundschule in Parma, die von den Schulbrüdern betrieben wurde. Hier erlebte er seine ersten christlichen Begegnungen mit dem Kreuz, das Kreuz sollte ihn als ein besonderes Heiligtum begleiten.
Als 14-Jähriger las er die Biografie des heiligen Franziskus Xaviers und verehrte seither den großen Jesuitenmissionar. 1876 begann er auf dem bischöflichen Priesterseminar in Parma mit dem Studium und empfing am 22. September 1888 in Fontanellato in der Provinz Parma durch Bischof Giovanni Andrea Miotti die Priesterweihe. Bereits zu jener Zeit machte sich eine neurologische Erkrankung bemerkbar, er litt unter Epilepsie und Somnambulismus. Er stand als junger Priester mit den Jesuiten und Salesianern im engen Kontakt. Nach seiner Priesterweihe übernahm er im Priesterseminar das Amt des Vizerektors und war Priester in der Kathedrale von Parma. Als Generalvikar der Diözese Parma, zu dem er 1895 ernannt worden war, war er an der Gründung des „Priesterseminars für auswärtige Missionen“ beteiligt und gründete am 13. Dezember 1895, dem Festtag des Hl. Franziskus Xavier, zusammen mit siebzehn Seminaristen die Kongregation der „Xaverianer-Missionare“ (Pia Societas Sancti Francisci Xaverii pro Exteris Missionibus – SX).

## Bischofsamt
Am 11. Juni 1902 legte Conforti seine ewigen Ordensgelübde ab. Im gleichen Jahr wurde er von Papst Leo XIII. (1878–1903) zum Erzbischof von Ravenna berufen. Sein schlechter Gesundheitszustand, der ihn schon als junger Priester beeinträchtigte, führte dazu, dass er im Oktober 1904 seinen Amtsverzicht erklären musste. Papst Pius X. nahm seinen Rücktritt am 14. November 1904 unter gleichzeitiger Ernennung zum Titularerzbischof von Stauropolis an. Conforti zog sich nach Parma in das Priesterseminar zurück und war dort als Professor und Lehrer für die jungen Missionspriester tätig.

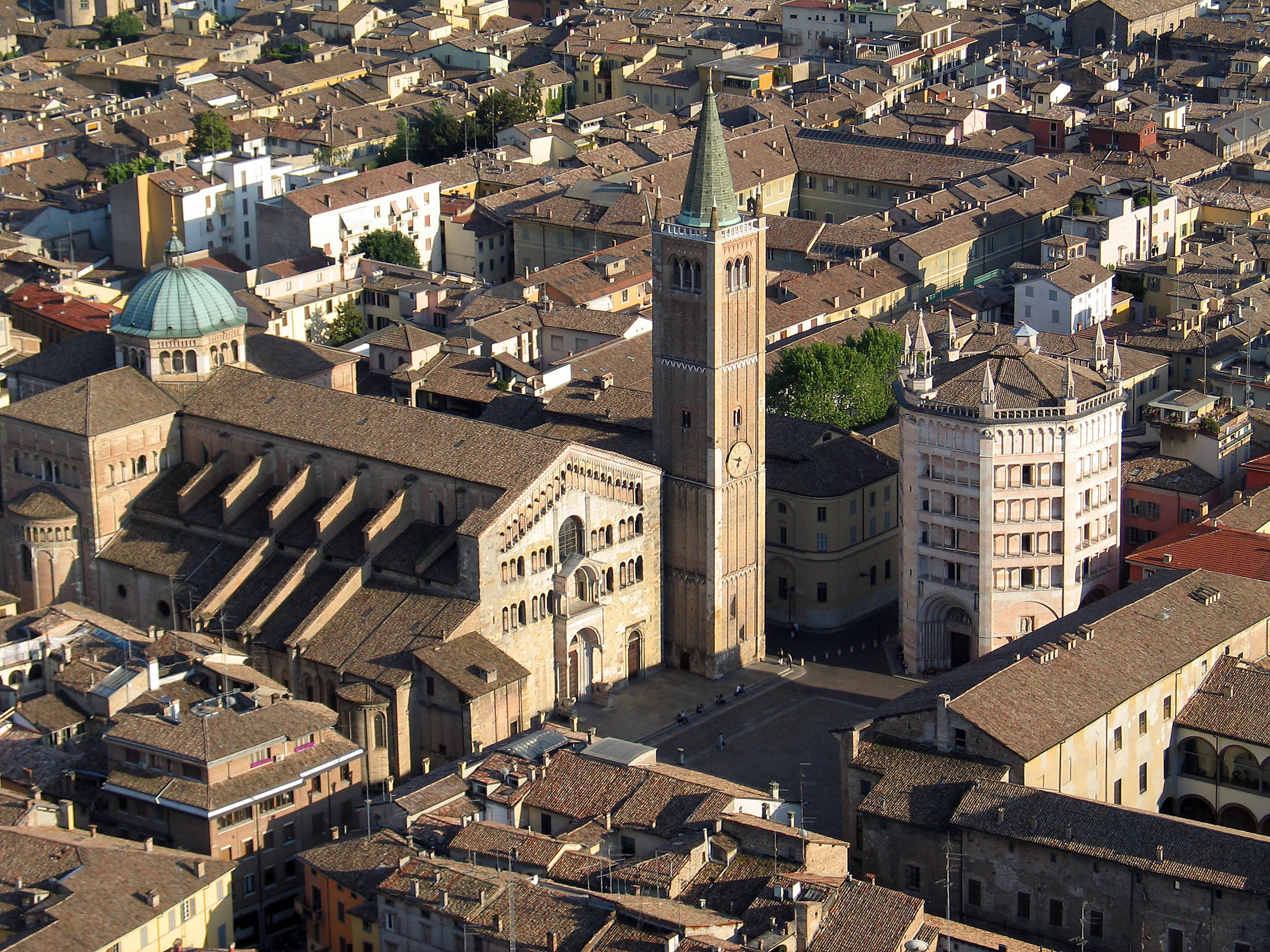
Kathedrale in Parma

Am 24. September 1907 ernannte ihn Papst Pius X. zum Koadjutorerzbischof von Parma. Am 12. Dezember 1907 folgte er Francesco Magani mit dessen Tod als Bischof von Parma unter Beibehaltung des persönlichen Erzbischofstitels nach. Dort versah er 25 Jahre lang seinen bischöflichen Dienst. Er galt als Volks- und Missionarsbischof, der auf seinen Pastoralreisen in die Kirchengemeinden seiner Diözese eine große Anziehungskraft auf die Gläubigen ausübte. Er setzte sich für die Mission von Nichtchristen ein und bereitete zwei Diözesansynoden vor.
Am 21. April 1912 weihte er als ersten Missionsbischof, der aus dem Orden der Xaverianer-Missionare hervorging, Luigi Calza und entsandte ihn als Apostolischen Vikar nach China. Während seiner Bischofszeit in Parma setzte er sich gegen den Ersten Weltkrieg ein und wurde als Friedensstifter bekannt. Am 15. August 1921 legte er seinen testamentarischen Brief vor, in dem er die endgültigen Ordensregeln für die Xaverianer-Missionare festgelegt hatte. Der Kardinalpräfekt der Kongregation für die Verbreitung des Glaubens (Propaganda Fide), Wilhelmus Marinus Kardinal van Rossum CSsR, ernannte ihn daraufhin am 21. Dezember 1921 zum Generalsuperior der Xaverianer-Missionare auf Lebenszeit. Vom September bis Dezember 1928 führte er, trotz seines schlechten Gesundheitszustandes, eine Missionsreise nach China durch.
Er starb am 5. November 1931 im Alter von 66 Jahren. Am Begräbnis nahm eine große Anzahl von Trauernden teil. Bereits zu diesem Zeitpunkt begann die Verehrung dieses Bischofs und Seelsorgers. Seine letzte Ruhestätte fand er in der Kapelle des Priesterseminars für auswärtige Missionen in Parma.

## Selig- und Heiligsprechung
Am 11. Februar 1982 wurde ihm als Ehrwürdiger Diener Gottes der heroische Tugendgrad zuerkannt. Am 6. April 1995 unterzeichnete Papst Johannes Paul II. das Anerkennungsdekret eines Wunders. Am 17. März 1996 erfolgte für Guido Maria Conforti, zusammen mit Daniele Comboni in Rom die Seligsprechung. Sein Gedenktag wurde auf den 5. November, seinen Todestag, gelegt.
In dem Konsistorium am 21. Februar 2011 bestätigte das Kardinalskollegium den Abschluss des Heiligsprechungsverfahren für Bischof Guido Maria Conforti. Seine Heiligsprechung durch Papst Benedikt XVI. fand am 23. Oktober 2011 auf dem Petersplatz statt.

## Galerie

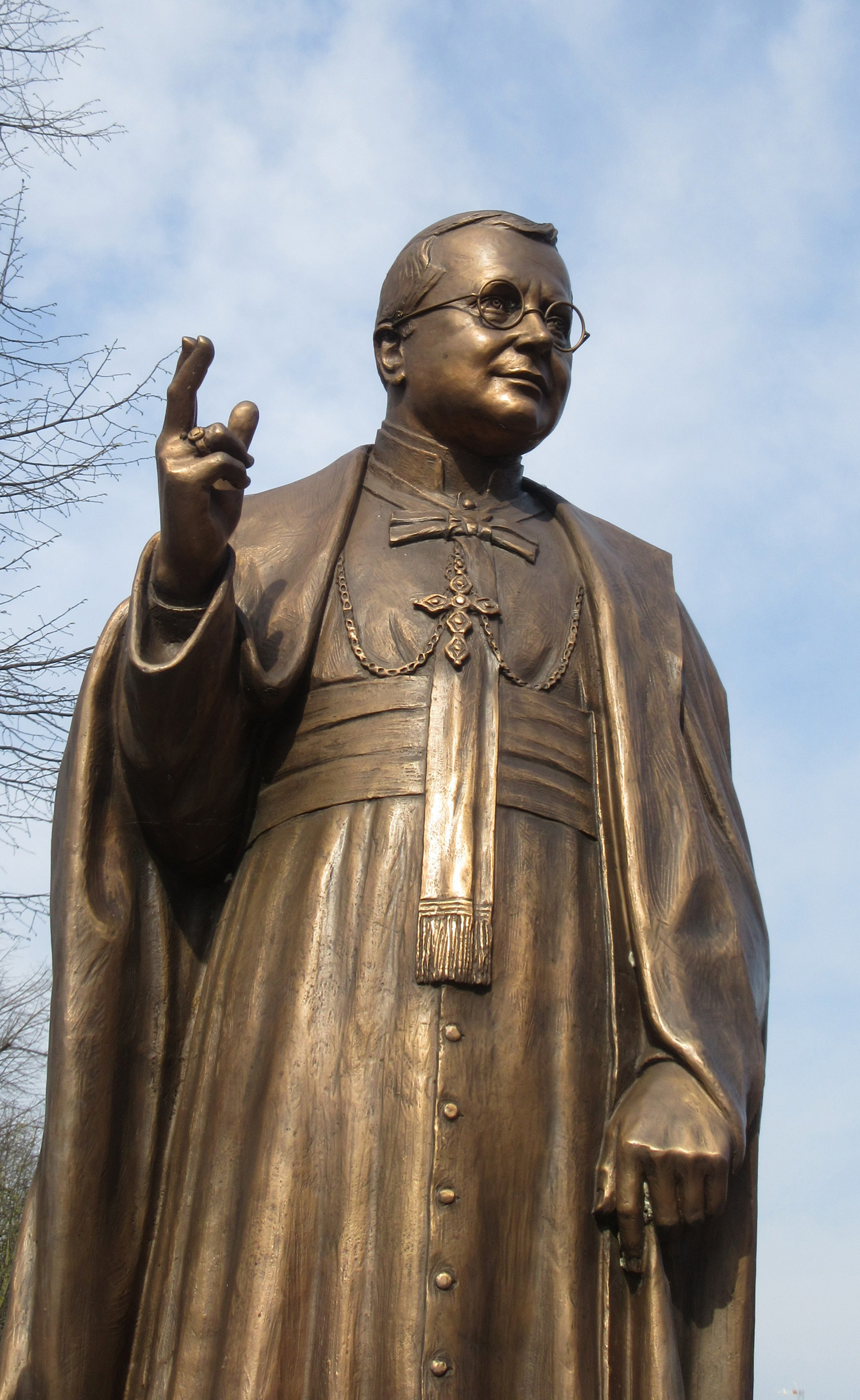
Statue von Bischof Conforti am Platz Heiligtum der Jungfrau vom Rosenkranz in Fontanellato
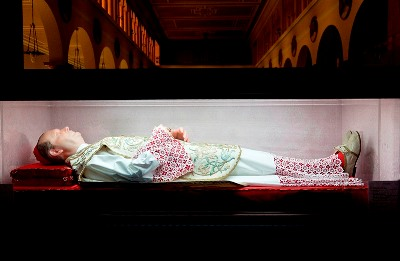
Sarkophag von Guido Maria Conforti im Mutterhaus der Xaverianer-Missionare